# 名偵探柯南：紅之校外旅行
《名侦探柯南：红色的修学旅行》（日语：名探偵コナン 紅の修学旅行）是日本漫画家青山剛昌所作漫画《名偵探柯南》的一个篇章，该篇章是原作漫画的第290个案件，2020年11月20日在台灣上映。

## 概要
《红色的修学旅行》自2017年8月9日开始在《周刊少年Sunday》连载，作为《名侦探柯南》连载1000话的纪念篇章，该篇章从8月9日发售的《周刊少年Sunday》第37、38期合刊连载至10月4日发售的第43期，共计6话。其中，前四话（1000-1003）收录于2017年12月18日发行的《名侦探柯南》单行本第94卷，后两话（1004-1005）收录于2018年10月18日发行的第95卷。
该篇章的动画版于2019年1月5日及1月12日以《名侦探柯南》第927集（鲜红篇）、928集（恋红篇）的名义播出，这两集均为一小时特别篇，同时也是《名侦探柯南》时隔三年再次出现连续两周播出一小时特别篇的情况，但在中国大陆网路播出时拆分为982-985四集。本作的主题歌《对你的爱不能止于此，对你的情不愿梦一场》由倉木麻衣演唱，她本人也在动画中客串登场，并为自己的角色配音。
本作在日本关东地区的平均收视率分别为前篇《鲜红篇》9.1%、后篇《恋红篇》9.2%。
此外，2020年8月曼迪傳播决定于该年11月20日安排本作在台湾上映，以弥补第24部剧场版《名偵探柯南：緋色的彈丸》延期造成的缺憾。韩国CJ ENM则于2020年11月宣布引进本作，并于2020年12月在韩上映。本作在泰国由TIGA公司引进，于2021年1月3日在全泰SF Cinema上映。本作亦於2021年2月6日在台灣momo親子台播出台灣配音版，這也是本作在台灣電視的獨家首播。

## 剧情
灰原哀在手機吊飾被尋回後終於答應給柯南APTX4869解藥，使其暫時變回工藤新一，以便和毛利蘭等高中同學赴京都参加校外旅行，但是仍然給出使用解藥的三個限制條件。在清水寺舞台，小蘭和新一遇到了與他們住同一家酒店的女演員鞍知景子，景子請求新一為她解開某個暗號。當晚，新一、小蘭、園子、世良在酒店遇到了包括景子在内的電影《紅色的修羅天狗》主創：演員井隼森也、導演馬山峰人、作曲家阿賀田力，幾個人一起前往收到暗號的編號西木太郎處，得知該暗號疑似由鞍知景子等人的同學出栗未智男在自殺前所留。
然而在新一等人嘗試解讀暗號時，西木太郎在房間里被殺害，犯罪現場更留下了類似天狗襲擊的痕跡，現場也出现了出栗的另一張暗號紙，而服部平次也来到了新一等人所住的酒店。第二天早晨，阿贺田力在房间天花板发现了天狗，向其投掷烟头后“天狗”瞬间燃烧殆尽。中午，新一、小兰等人在先斗町急山遇见大冈红叶，随后木屋町通发生了天狗追逐路人的骚乱。混乱之中，井隼森也在急山被杀，现场留下了出栗的第三张暗号纸。与此同时，红叶的同学、长相酷似新一的冲田总司也来到了先斗町，小兰表示想当面跟他说什么事情，这一幕被在场的园子拍下后发给新一。
第三天，马山峰人来到清水寺，险些被人扔下清水舞台。新一得知小兰和冲田见面一事后，质问小兰是否忘记自己在伦敦對小蘭告白的事情，小蘭便一把拉過新一領帶在新一臉頰上親了一口，但因新一身體突然縮小，最後的接吻沒有成功……

## 登场角色
| 角色                     | 配音員     | 配音員 | 配音員   | 簡介 |
| 角色                     | 日本       | 臺灣   | 中国大陆 | 簡介 |
| ------------------------ | ---------- | ------ | -------- | --- |
| 工藤新一                 | 山口勝平   | 劉傑   | 张杰     | 本作品男主角，原是关东知名的高中生侦探、帝丹高中2年B班学生工藤新一，因被黑暗組織的琴酒灌下毒藥而縮小身體，化名為江戶川柯南寄住在毛利家中並暗中調查黑暗組織。在本作通过灰原哀制造的APTX4869解药变回工藤新一的身份，参加修学旅行。                                                               |
| 江戶川柯南               | 高山南     | 曾允凡 | 李世荣   | 本作品男主角，原是关东知名的高中生侦探、帝丹高中2年B班学生工藤新一，因被黑暗組織的琴酒灌下毒藥而縮小身體，化名為江戶川柯南寄住在毛利家中並暗中調查黑暗組織。在本作通过灰原哀制造的APTX4869解药变回工藤新一的身份，参加修学旅行。                                                               |
| 毛利蘭                   | 山崎和佳奈 | 魏晶琦 | 季冠霖   | 新一的青梅竹馬，帝丹高中2年B班学生。本作中在清水舞台亲吻新一，从而回应新一在伦敦的告白，故事结尾通过短信确定与新一交往。 |
| 世良真纯                 | 日高範子   | 楊凱凱 | 和山     | 帝丹高中2年B班学生，女高中生侦探，赤井务武和玛丽的女儿。十年前曾经在沙滩与新一和小兰见过面。 |
| 鈴木園子                 | 松井菜櫻子 | 楊凱凱 | 佟心竹   | 小蘭的好友兼閨蜜，帝丹高中2年B班学生，鈴木財團的二小姐千金。 |
| 服部平次                 | 堀川亮     | 曹冀魯 | 赵毅     | 大阪改方学园高中部二年级学生，关西知名的高中生侦探，与新一并称“关东工藤，关西服部”。 |
| 远山和叶                 | 宮村優子   | 曾允凡 | 沈念如   | 大阪改方学园高中部二年级学生，平次的青梅竹马。 |
| 大冈红叶                 | 雪野五月   | 楊凱凱 | 巩大方   | 京都泉心高中二年级生，家境和铃木家不相上下。喜欢服部平次，自称是他的未婚妻。後再《唐紅的戀歌》有出現 |
| 伊织无我                 | 小野大輔   | 吳文民 | 彭尧     | 大冈红叶的管家。 |
| 绫小路文麿               | 置鮎龍太郎 | 吳文民 | 赵岭     | 京都府警察刑事部捜查一课刑警（警部），宠物为一只花栗鼠，经常待在绫小路的上衣口袋中或肩膀上，绫小路一直将它带在身边，就连办案时也是如此。最初为剧场版原创人物，本作起首次在漫画原作中登场，為負責今次案件的搜查行動。                                                                           |
| 冲田总司                 | 遊佐浩二   | 吳文民 | 陈光     | 京都泉心高中二年级生，剑道高手，外貌和工藤新一十分相似。与铁剑同为青山刚昌另一部作品《城市風雲兒》中的人物，视铁剑为最强大的对手，一心想在打败铁剑后向铁剑的妹妹铁诸羽告白。 |
| 吉田步美                 | 岩居由希子 | 楊凱凱 | 山新     | 以上三人為帝丹小學一年級生，後來與柯南和灰原組成少年偵探團。仅在本作鲜红篇登场。 |
| 小嶋元太                 | 高木涉     | 劉傑   | 张磊     | 以上三人為帝丹小學一年級生，後來與柯南和灰原組成少年偵探團。仅在本作鲜红篇登场。 |
| 圓谷光彦                 | 大谷育江   | 魏晶琦 | 刘校妤   | 以上三人為帝丹小學一年級生，後來與柯南和灰原組成少年偵探團。仅在本作鲜红篇登场。 |
| 阿笠博士                 | 緒方賢一   | 吳文民 | 郭政建   | 工藤家的鄰居，為科學家和發明家，並發明出一些道具而讓柯南使用。 |
| 灰原哀                   | 林原惠     | 魏晶琦 | 阎萌萌   | 柯南的夥伴，本名宮野志保，原黑暗組織的科學家，代號雪莉。吃下毒藥而縮小身體，化名為灰原哀，目前逃離組織並寄住在阿笠博士家中。本作中将APTX4869解药送给柯南，但给出了一些附加条件。 |
| 毛利小五郎               | 小山力也   | 曹冀魯 | 张遥函   | 小蘭的父親，有著“沉睡小五郎”之稱的私家偵探，並開設毛利偵探事務所。 |
| 工藤優作                 | 田中秀幸   | 吳文民 | 张震     | 新一的父亲，旅居洛杉矶的推理小说家，推理实力远在新一之上。 |
| 工藤有希子               | 島本須美   | 楊凱凱 | 张喆     | 新一的母亲，前著名女演员，与优作结婚后息影。 |
| 玛丽                     | 田中敦子   | 魏晶琦 | 张丽敏   | 又稱领域外的妹妹，赤井家三兄妹的母亲，因被灌下APTX-4869或类似药物而导致身体变小。 |
| 中道現                   | 松本健太   | 劉傑   | 郝祥海   | 帝丹高中2年B班学生，足球社成员。 |
| 会泽荣介                 | 外崎友亮   | 吳文民 | 林帽帽   | 帝丹高中2年B班学生。 |
| 日高                     | 川上彩     | 曾允凡 | 阎么么   | 帝丹高中2年B班学生，仅在动画版登场。 |
| 田代                     | 田澤茉純   | 魏晶琦 | 姜英俊   | 帝丹高中2年B班学生，仅在动画版登场。 |
| 老师                     | 菅原淳一   | 吳文民 |          | 帝丹高中2年B班教师。 |
| 黑田兵卫                 | 不適用     | 不適用 | 不適用   | 三位為朗姆嫌疑人，仅在原作1005话《深红的预兆》结尾登场，动画版则安排在第941话《寻找玛利亚》登场。 |
| 若狭留美                 | 不適用     | 不適用 | 不適用   | 三位為朗姆嫌疑人，仅在原作1005话《深红的预兆》结尾登场，动画版则安排在第941话《寻找玛利亚》登场。 |
| 胁田兼则                 | 不適用     | 不適用 | 不適用   | 三位為朗姆嫌疑人，仅在原作1005话《深红的预兆》结尾登场，动画版则安排在第941话《寻找玛利亚》登场。 |
| 怪盗基德                 | 山口勝平   | 不適用 | 不適用   | 在恋红篇结束后日本播出的《名偵探柯南：紺青之拳》预告片中配音登场。此外，服部平次在本作提及魔术师常用的闪光纸时出现了怪盗基德的画面。 |
| 嫌疑人・被害人相關者     |            |        |          | |
| 鞍知景子 くらち けいこ   | 久川綾     | 曾允凡 | 张碧玉   | 女演员，37岁，本名“鞍知京子”，在电影《红色的修罗天狗》中担任配角「真菜」。工藤有希子的友人，与马山峯人、西木太郎、井隼森也、出栗未智男、阿贺田力是祇园艺术大学的同学且均为特效研究会成员。對於出栗未智男的自殺和因製作團隊有調動了文字的間距導致试映时的演职员表未列出出栗未智男的名字感到自責 |
| 井隼森也 いはや しんや   | 小西克幸   | 劉傑   | 林强     | 男演员，37岁，电影《红色的修罗天狗》主演「倉之介」。事後對於出栗未智男的自殺和因製作團隊有調動了文字的間距導致试映时的演职员表未列出出栗未智男的名字感到自責 |
| 馬山峰人 まやま みねと   | 安井邦彦   | 曹冀魯 | 李璐     | 电影导演，38岁，电影《红色的修罗天狗》导演，电影海报上的名字写作“峯人”。事後對於出栗未智男的自殺和因製作團隊有調動了文字的間距導致试映时的演职员表未列出出栗未智男的名字感到自責 |
| 阿賀田力 あがた りき     | 阪口周平   | 吳文民 | 万力     | 作曲家，37岁，为电影《红色的修罗天狗》担纲配乐，是此次事件的犯人。犯案的主因是誤會了马山峯人、西木太郎、井隼森也是故意在试映时的演职员表未列出出栗未智男的名字，但其實原本是有列出出栗未智男的名字卻因製作團隊有調動了文字的間距才導致出栗未智男誤會還是沒有把他的名字列出來                   |
| 西木太郎 にしき たろう   | 星野充昭   | 劉傑   | 郝祥海   | 小说家，38岁，电影《红色的修罗天狗》编剧。事後對於出栗未智男的自殺和因製作團隊有調動了文字的間距導致试映时的演职员表未列出出栗未智男的名字感到自責 |
| 出栗未智男 でくり みちお | 内藤玲     | 劉傑   | 藤新     | 在回忆中登场的已故人物，《红色的修罗天狗》原作者，大学时期修读美术学科，因未在试映时的演职员表看到自己的名字而从清水舞台跳下自杀。 |
| 其他角色                 |            |        |          | |
| 倉木麻衣                 | 倉木麻衣   | 張乃文 | 黄莺     | 由歌手仓木麻衣本人客串出演。本作鲜红篇中在新一等人所住的旅馆电梯间内与新一、小兰、园子、世良巧遇，并误以为世良是男生，恋红篇中再次遇见世良后才发现其为女生。帽子上的数字“22”代表她当时为《名侦探柯南》累计唱过的22首歌。本作片头、片尾曲均由仓木麻衣演唱。                                     |
| 大川 おおかわ            | 武蔵真之介 | 曹冀魯 | 薛成     | 帝丹高中2年B班学生，原作中为未标明姓名的龙套角色。 |
| 石崎 いしざき            | 野瀨育二   | 吳文民 | 李轻扬   | 帝丹高中2年B班学生，原作中为未标明姓名的龙套角色。 |
| 经纪人                   | 川上彩     | 楊凱凱 | 赵小双   | 仅在鲜红篇登场，仓木麻衣在本作设定中的经纪人。 |
| 解说人                   | 里内信夫   | 吳文民 | 薛成     | 仅在鲜红篇登场，养源院血天井的讲解员。 |
| 刑警                     | 滝谷将太   | 曹冀魯 |          | 仅在鲜红篇登场，告訴綾小路外面有多名帶著天狗面具的人到處亂跑。 |
| 警官                     | 清水健佑   | 劉傑   |          | 仅在恋红篇登场，守在马山所住的1503号房门口。 |
| 外國播音员               | Greg Irwin | 劉傑   |          | 仅在恋红篇登场，工藤优作和有希子在洛杉矶时，当地电视台报道京都连续杀人案的播音员。 |

## 制作
- 原作：青山剛昌
- 企划：諏訪道彦
- 角色设计、总作画监督：须藤昌朋
- 美术监督：东润一
- 摄影监督：小川隆久
- 音乐监督：浦上庆子（日语：浦上慶子）、浦上靖之（日语：浦上靖之）
- 音乐：大野克夫
- 剪辑：冈田辉满
- 系列构成：饭冈顺一（日语：飯岡順一）
- 色彩设计：海鋒重信
- 制作担当：藤堂真孝
- 制作人：米倉功人、寺島清晃
- 协同制片人：近藤秀峰
- 总制片人：諏訪道彦、石山桂一
- 导演、构成、分镜：山本泰一郎
- 演出：山本泰一郎、户泽稔、吉村あきら
- 作画监督：岩井伸之
- 作画监督补佐：广中千惠美、大友健一、中島里惠、佐佐木惠子（日语：佐々木恵子）、增永麗、小澤誠、新谷憲、岡田洋奈、下地彩加、井元愛夕、津吹明日香、たなかみほ、大高美奈、高橋成之、野武洋行、牟田清司（日语：牟田清司）
- 次要角色设计：岩井伸之、河村明夫、吉見京子、本吉晃子
- 设定：小川浩
- 动画检查：谷口昌彦、奥本静香
- 色指定、上色检查：伊藤淳帆（鲜红篇） / 小川真紗代（恋红篇）
- 特殊效果：林好美
- 美术设定：高橋武之
- 美术：居垣宏
- 混音：小沼則義
- 混音助手：鶴卷慶典
- 音响效果：横山正和（日语：横山正和）、横山亚纪（日语：横山亜紀）
- 音响制作主任：太田惠理子
- 宣传：小林杏奈、北本ひかり、田中康裕、林郁美
- 文艺担当：小宅由貴惠
- 设定制作：鈴木美玲、田村麻衣、下村弘樹
- 制作进行：坪川敦史、西田恒行（恋红篇）
- 动画制作：V1Studio
- 制作：ytv、TMS娛樂

## 音乐
| 類別   | 曲名                                       | 作詞     | 作曲     | 編曲     | 演唱     | 備註                                                   |
| ------ | ------------------------------------------ | -------- | -------- | -------- | -------- | ------------------------------------------------------ |
| 片头曲 | 《蔷薇色的人生》                           | 倉木麻衣 | 德永晓人 | 德永晓人 | 倉木麻衣 | 在鲜红篇用于片尾曲。                                   |
| 主题歌 | 《对你的爱不能止于此，对你的情不愿梦一场》 | 倉木麻衣 | 中村泰輔 | 中村泰輔 | 倉木麻衣 | 鲜红篇未使用，恋红篇用于小兰亲吻新一后的插曲及片尾曲。 |

## 动画与原作的差异
在原作1005话《深红的预兆》结尾，工藤新一解决京都连续杀人案的消息通过他人的博客發文在网络上流传開來，引发了三名朗姆嫌疑人黑田兵卫、若狭留美、脇田兼则的注意，但这一情节在动画版被移至第941集（海外版998集）《寻找玛利亚！（前篇）》。此外，原作中新一和小兰通过短信正式确定交往是紧随修学旅行篇之后的第1006话《老实呆着！》开头的内容，但动画版《恋红篇》的结尾增加了小兰在卧室里收到新一确定交往的短信后欣喜若狂的场景。

## 反响

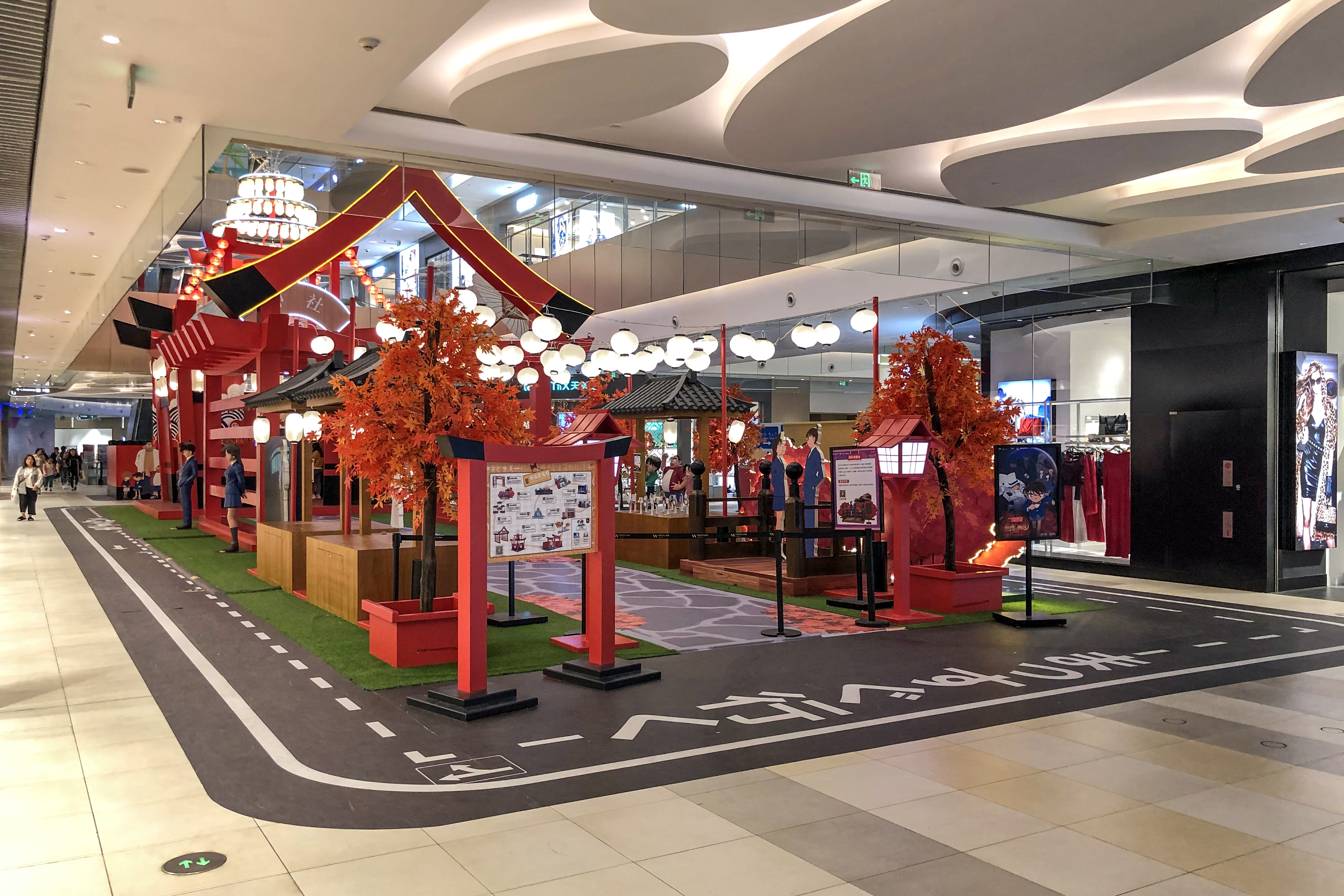
2019年10月，上海维璟广场“基德的挑战”主题展中的“清水寺露台”场景

本作动画版播出时正值《名侦探柯南》漫画连载25年、动画播出23年，在本作后篇《恋红篇》中，小兰以親吻新一的方式回应《福尔摩斯的默示录》中新一在伦敦的表白，这一情节成为互联网热议的话题。1月12日晚，为工藤新一配音的山口胜平在个人Twitter上发布了“恋爱报告”。
而在中国大陆，“新一 小兰”、“工藤太太”等关键词在《鲜红篇》播出后先后成为微博热搜榜首，上海市公安局官方微博“警民直通车-上海”也在1月5日当晚发布“相聚不易，安全第一”的微博，用新一和小兰在清水寺的合影画面提醒“在人多的景点合影时，不要嬉戏打闹互相推搡”。1月12日《恋红篇》播出后，关键词“小兰亲了新一”更一度位居微博热搜榜单第一。